# Перевязанный сирф
Перевязанный сирф, или обыкновенная журчалка (лат. Syrphus ribesii), — вид мух-журчалок из подсемейства Syrphinae.

## Внешнее строение
Длина тела 10—12 мм. Глаза голые. Вершинные половины задних бёдер в чёрных щетинистых волосках. У самцов задние бёдра в основной половине чёрные, у самок они полностью жёлтые. На третьем и четвёртом тергитах брюшка имеются жёлтые перевязи.
Самцы имеют более короткие и более широкие крылья, а также более крупный грудной отдел и более узкое брюшко, чем самки. Размеры ротовых органов коррелируют с размером тела у самцов, а у самок они изменяются более независимо.

## Биология
Личинки питаются, преимущественно, тлями на травянистых и кустарниковых растениях, а также встречены на овощных, зерновых и плодово-ягодных культурных растениях. Могут уничтожать капустную моль (Plutella xylostella).
Самки откладывают яйца одиночно или небольшими группами до 4—5 штук рядом с колониями тлей. У одной самки в яичниках формируется около 90 половых трубочек. В кажой трубочке формируется по 6-10 фоликулов.
Личинки появляются через 3—4 дня. С возрастом, число съеденных тлей увеличивается. Днём, число потреблённых тлей меньше, чем ночью. В лабораторных условиях, на шестые сутки личинки перестают двигаться и питаться, а на седьмые сутки происходит окукливание. В естественных условиях, развитие личинок составляет 27—30 суток.
Продолжительность развития в пупарии составляет 2—3 дня.
| Возраст, сутки | Длина тела, мм | Среднее число, съеденных тлей | Максимальное число, съеденных тлей |
| -------------- | -------------- | ----------------------------- | ---------------------------------- |
| 1              | 1,0            | 11,0                          | 12                                 |
| 2              | 1,5            | 34,4                          | 38                                 |
| 3              | 6,5            | 83,0                          | 85                                 |
| 4              | 15,0           | 111,2                         | 115                                |
| 5              | 18,0           | 134,0                         | 153                                |

В течение года может быть до трех поколений. Зимуют личинки под опавшей листвой.
Имаго питается на цветках растений с венчиком жёлтого, белого, розового и голубого цветов, включая сложноцветные и зонтичные, а также цветки многих деревьев и кустарников. При поиске пищи мухи демонстрируют заметное цветочное постоянство, то есть выбирают цветки только определённого типа.
В личинках Syrphus ribesii паразитируют Syrphophilus tricinctorius (Ichneumonidae), Melanips opacus (Figitidae), Bothriothorax clavicornis и Syrphophagus sp. (Encyrtidae).

## Распространение
Вид встречается в Европе (на север до Кольского полуострова), Исландии, на Канарских островах, Кавказе и Закавказье, в Турции, Казахстане, Сибири и на Дальнем Востоке, Японии, Афганистане, Монголии, Северной Америке.